# Университет Докуз Эйлюль
Университет Докуз Эйлюль (тур. Dokuz Eylül Üniversitesi, DEÜ) — университет, расположенный в Измире, Турция. Открыт в 1982 году с 10 факультетами. В 1997 году в университете открылся медицинский факультет.
Название университета переводится как «Университет Девятого Сентября». Это название он получил в честь событий заключительного эпизода греко-турецкой войны (1919—1922): 9 сентября 1922 года турецкая армия вошла в Измир.

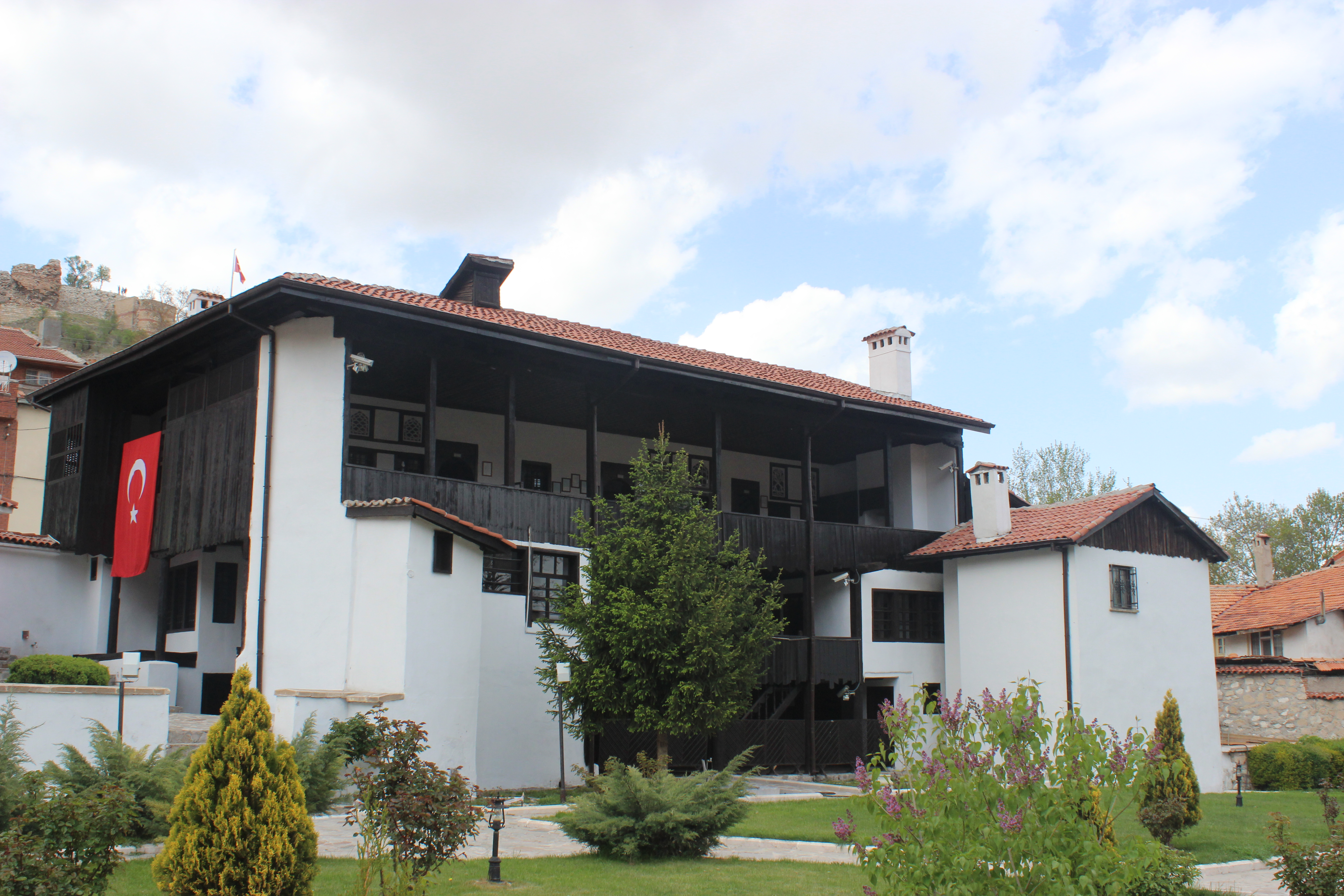
Кампус архитектурного факультета

## Факультеты
1. Педагогический
2. Литературы
3. Прикладных наук
4. Изобразительных искусств
5. Морской
6. Инженерный
7. Права
8. Экономики и управления
9. Теологии
10. Бизнеса
11. Архитектурный
12. Медицинский

## Кампусы
- Алсанджак (Ректорат, Центр современной истории Турции)
- Балчова (Медицинский факультет, студенческая поликлиника)
- Борнова (Инженерный факультет, факультет прикладных наук)
- Buca (Факультет экономики и управления, Факультет права)
- Урла (Морской факультет)
- Сеферихисар (Кафедра геофизики и геологии инженерного факультета)